# Битва под Кокенгаузеном
Битва под Кокенгаузеном (польск. Bitwa pod Kokenhausen) — сражение польско-шведской войны 1600—1611 годов, произошедшее 23 июня 1601 года. Одна из величайших в истории побед польских так называемых крылатых гусар.

## Предыстория
Кокенгаузен являлся одной из трёх крупных крепостей, блокировавших шведское продвижение вдоль Западной Двины. 10 марта 1601 года двухтысячный шведский отряд блокировал Кокенгаузен, а с 28 марта, после прибытия герцога Сёдерманландского с тяжёлой артиллерией, началась правильная осада. 1 апреля шведы захватили город, однако литовский гарнизон укрепился в замке. После четырёх неудачных штурмов шведы оставили блокирующий отряд силой в 2600 человек, и отправились в Эргли; руководство войсками герцог Сёдерманландский оставил на своего сына Карла Карлссона Юлленъельма.
Весной 1601 года польский сейм поднял налоги, чтобы получить средства для ведения войны в Ливонии. Не дожидаясь неторопливых магнатов, гетман Христофор Радзивилл поручил полковнику Яну Сичиньскому предпринять действия, которые лишили бы шведов поставок продовольствия и заперли бы их в городских стенах. В результате шведы сами оказались в положении осаждённых, однако отсутствие крупнокалиберных орудий не давало литовцам возможности покончить с ними. Лишь 8 июня Ян Кароль Ходкевич привёл подкрепления, в результате чего литовское войско возросло до 4 тысяч человек с 16 орудиями. Однако 23 июня подкрепления подошли и к шведам: Юлленъельм привёл 5 тысяч человек и попытался снять блокаду.

## Ход сражения

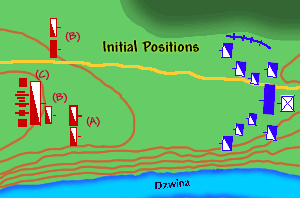
Перед сражением

Противоборствующие стороны сошлись в полевом сражении на площадке севернее Западной Двины. Радзивилл оставил 500 пехотинцев под командованием Отто Денхоффа продолжать блокировать шведский гарнизон в Кокенгаузене, остальные же свои силы (около 3000 человек с 9 пушками, в том числе около 400 пехотинцев и 1000 крылатых гусар) разделил на четыре группы: главные силы из 1000 кавалеристов под командованием Христофора Радзивилла и своего сына Януша Радзивилла он разместил по центру, на правом крыле встал Кшиштоф Дорогостайский с гусарами, на левом — Пётр Стабровский, а сам командующий с резервом разместился на возвышенности позади своих войск.
Шведы поставили пехоту по центру, а за ней спрятали 17 пушек, надеясь спровоцировать польскую кавалерийскую атаку на якобы беззащитную пехоту; перед строем пехоты был сооружён защитный вал и выставлены испанские рогатки. Шведская кавалерия была разделена поровну на две части, которые прикрыли фланги пехотного строя; из-за того, что ширина поля боя составляла всего 600 м, это сделало невозможным манёвр силами по фронту, и когда шведы поняли, что поляки сосредоточили ударный кулак против их левого фланга, они уже ничего не могли изменить в расстановке своих войск. Правое крыло шведских войск составило ополчение из шведской Ливонии, левое крыло — финские рейтары. Правое крыло шведов было дополнительно усилено телегами, поставленными на границе с прилегающим лесом.

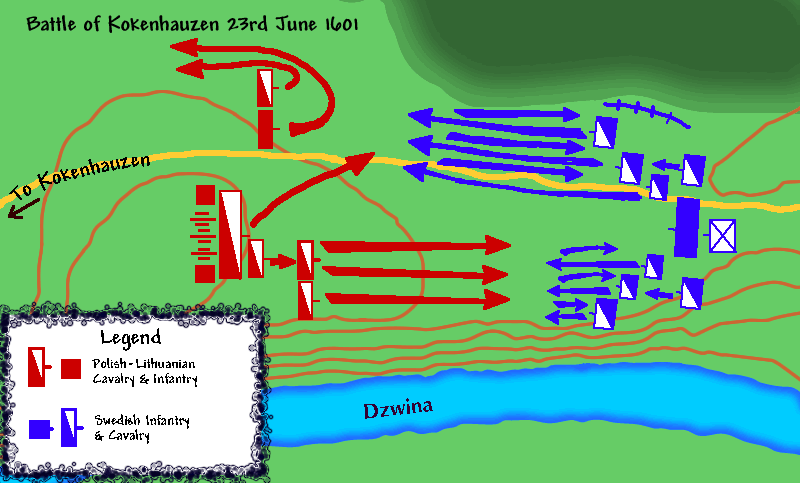
Ход битвы

Битва началась с того, что финские рейтары левого крыла шведов атаковали литовское войско, но были отбиты. Гусария Дорогостайского нанесла ответный удар, и обратила противника в бегство. Тем временем шведское правое крыло нанесло удар по польско-литовским кавалерии и пехоте и заставило их начать отступать. Христофор Радзивилл отправил полк на помощь левому крылу, и вынудил шведских кавалеристов искать укрытия в лесу на севере. В это время упорная шведская оборона в центре, которую не могла прорвать польская гусария из-за испанских рогаток, вынудила литовцев подтянуть артиллерию, которая и решила дело.

## Результаты
Увидев разгром деблокирующего отряда, осаждавшие Кокенгаузенский замок 1800 шведов сдались в тот же день. После успешного боя армия повернула к городу Вендену (совр. Цесис), который был захвачен. Победное шествие не было продолжено, поскольку неоплачиваемая армия начала расходиться.